# 서부방면대
서부방면대(일본어: 西部方面隊 세이부호우멘타이[*], 영어: Western Army; MA)는 육상자위대의 방면대로, 규슈, 오키나와현을 방위한다. 2개 사단, 1개 여단을 기초 병력으로 예하에 두고 있으며, 24개 주둔지, 8개 분둔지, 8개 지방 협력 본부가 설치되어 있다.

## 편성

서부 방면대의 지휘 구조

- 서부 방면 총감부 - 겐군 주둔지
- 제4사단
- 제8사단
- 제15여단
- 제2고사특과단
- 제5시설단
- 서부방면혼성단
- 서부방면특과대
- 서부방면전차대
- 서부방면대주정대전차대
- 서부방면통신시스템군
- 서부방면후방지원대
- 서부방면항공대
- 서부방면회계대
- 서부방면위생대
- 서부방면음악대
- 서부방면지휘소훈련지원대
- 서부방면정보대
- 규슈 보급처